# الخلايا القاعدية الشحمية
هي خلية شحمية أصلها خلية نسيج ضام، ثم تخصصت وهي شكل غير ناضج من الخلايا الشحمية، وتعرف  في علم الأنسجة على انها الخلايا التي  تحتوي على الدهون وتكون هذه الخلايا اما احادية أو متعددة التجاويف، وتتميز بنواتها المتعرجة غير المنتظمة وبغناها بالألوان.
يعد تمييز الخلايا القاعدية الشحمية اساسي في حالات الأورام، وتقدم هذه الخلايا إلى حد ما تلخص عملية التمايز للدهون الطبيعية كما تفعل نظيراتها الطبيعة مثل : الخلايا ما قبل الشحمية.
كما جرت العادة تم التركيز بشكل كبير على دراسة الخلايا القاعدية الشحمية في  علم الأمراض التشخيصية. ولكن بشكل أكثر دقة كان جل التركيز على علاقة هذه الخلايا بالأورام الشحمية الخبيثة، ومع ذلك فإن المهمة لم تكن بهذه السهولة في تحديد الأورام الشحمية الخبيثة : لكثرة الخلايا الشحمية التي تشبه إلى حد كبير الأورام الشحمية الخبيثة مثل : الخلايا الشحمية ذات التجويف الخلوي، والخلايا الشحمية البنيّة اللون، بالإضافة إلى الخلايا القاعدية الشحمية الكاذبة.
في الوقت الحالي الخلايا القاعدية الشحمية لا تعد جزئياَ شرطا اساسيا لتشخيص الأورام الشحمية الخبيثة، بسبب ان هناك الكثير من الأورام الحميدة تم رصدها من الخلايا القاعدية وشبه القاعدية الشحمية مثل: الخلايا المغزلية، والأورام الشحمية المتعددة الأشكال, بالإضافة إلى الأورام الغضروفية الشحمية، إلا أن وجودها مازال حاسماَ للتشخيص الصحيح للأورام الشحمية الخبيثة.